# 布尔恰戈
布尔恰戈（義大利語：Bulciago），是意大利莱科省的一个市镇。总面积3平方公里，人口3012人，人口密度1004.0人/平方公里（2009年）。国家统计（ISTAT）代码为097011。
布尔恰戈与巴尔扎戈、卡萨戈布里安扎、科斯塔马斯纳加、克雷梅拉、加尔巴尼亚泰莫纳斯泰罗和尼比翁诺接壤。

## 著名人物
- 維多里歐·艾里格尼，意大利作家和记者